# Jón Þorsteinsson píslarvottur
Jón Þorsteinsson píslarvottur, född 1570, död 1627, var en isländsk präst och poet. 
Han blev dödad av pirater från Barbareskstaterna under den berömda slavräden känd som De turkiska kidnappningarna, och blev efteråt omtalad på Island som martyr.